# Poznanka Druha, Bârzula
Poznanka Druha (în ucraineană Познанка Друга) este un sat în comuna Zelenohirske din raionul Bârzula, regiunea Odesa, Ucraina.

## Demografie
Componența lingvistică a localității Poznanka Druha
     Ucraineană (97,58%)
     Română (1,45%)
     Alte limbi (0,97%)
Conform recensământului din 2001, majoritatea populației localității Poznanka Druha era vorbitoare de ucraineană (97,58%), existând în minoritate și vorbitori de română (1,45%).